# Melissa Leo
Melissa Leo   (Manhattan, 14 de setembre de 1960) és una actriu estatunidenca.

## Biografia
Comença la seva carrera d'actriu el 1984 després d'haver estat estudiant a la Universitat de Nova York amb la sèrie All My Children, encarnant el paper de Linda Warner (Julia Roberts havia estat preseleccionada per encarnar aquest personatge), que li permet obtenir una nominació al Daytime Emmy Awards en la categoria de millor actriu en una sèrie dramàtica .
Després enllaça segons papers en el cinema i la televisió, però no és fins al 1993 que obté el seu primer paper important: el de Kay Howard a la sèrie de televisió Homicide, un rol que manté fins al 1997 i que reprendrà el 2000 per al telefilm Homicide: The Movie.
En el cinema destaca amb el seu paper en la pel·lícula coral 21 Grams (2003) i guanya, amb el repartiment el Phoenix Film Critics Society Awards.
Segueix amb una sèrie de papers més consistents a Hide and Seek, amb Robert De Niro, que retrobarà a Law & Order i Everybody's Fine i Trois Enterraments, compartint el protagonisme amb Tommy Lee Jones.
El 2008, Melissa Leo obté la consagració amb un paper principal a Frozen River, la d'una dona embarcada malgrat ella en una operació d'immigració clandestina. La seva actuació li val múltiples premis i una nominació a l'Oscar a la millor actriu el 2009.
L'any 2010 és carregat, ja que és al cartell de tres pel·lícules: esposa de James Gandolfini a Welcome to the Rileys, dona policia a Conviction i mare de vegades possessiva i manager del seu fill boxejador a The Fighter, llargmetratge que li suposa obtenir l'Oscar a la millor actriu secundària el 2011.

## Filmografia

### Anys 1980
- 1984: All My Children (fulletó TV): Linda Warner
- 1985: Always: Peggy
- 1985: Streetwalkin': Cookie
- 1985: L'equalitzador (sèrie TV): Irina Dzershinsky
- 1985: Silent Witness (TV): Patti Mullen
- 1986: Deadtime Stories: Judith 'MaMa' Baer
- 1987: Spenser: For Hire (sèrie TV): Mary Hamilton
- 1988: A Time of Destiny: Josie Larraneta
- 1988: Miami Vice (sèrie TV): Kathleen Gilfords
- 1989: Gideon Oliver (sèrie TV): Rebecca Hecht
- 1989: Nasty Boys (TV): Katie Morrisey
- 1989: The Young Riders (sèrie TV): Emma Shannon

### Anys 1990
- 1990: The Bride in Black (TV): Mary Margaret
- 1991: Carolina Skeletons (TV): Cassie
- 1992: Immaculate Conception: Hannah
- 1992: Venice/Venice: Peggy
- 1993: The Ballad of Little Jo: Beatrice Grey
- 1994: Garden: Elizabeth
- 1994: Scarlett (fulletó TV): Suellen O'Hara Benteen
- 1995: Last Summer in the Hamptons: Trish
- 1995: In the Line of Duty: Hunt for Justice (TV): Carol Manning
- 1997: Homicide: Life on the Street (sèrie TV): sergent Kay Howard
- 1997: Under the Bridge: Kathy
- 1998: Legacy (sèrie TV): Emma Bradford
- 1999: The 24 Hour Woman: Dr. Suzanne Pincus
- 1999: Code of Ethics: Jo DeAngelo

### Anys 2000
- 2000: Homicide: The Movie (TV): sergent Kay Howard
- 2000: Fear of Fiction: Sigrid Anderssen
- 2003: 21 Grams, d'Alejandro González Iñárritu: Marianne Jordan
- 2004: First Breath: Detectiu Waxman
- 2004: Veronica Mars (sèrie TV): Julia Smith
- 2004: CSI: Crime Scene Investigation (sèrie TV): Sybil Perez
- 2004: From Other Worlds, de Barry Strugatz: Miriam
- 2005: Fet i amagar (Hide and Seek), de John Polson: Laura
- 2005: Law & Order: Criminal Intent (sèrie TV): Maureen Curtis
- 2005: Runaway: Lisa Adler
- 2005: No Shoulder: Ruth
- 2005: Patch: Maelynn
- 2005: The L Word (sèrie TV): Winnie Mann
- 2005: The Three Burials of Melquiades Estrada, de Tommy Lee Jones: Rachel
- 2005: American Gun: Louise
- 2005: Confess: Agnes Lessor
- 2006: Stephanie Daley: Miri
- 2006: The Limbo Room: KC Collins
- 2006: Hollywood Dreams: Aunt Bee
- 2006: The House Is Burning: Mrs. Miller
- 2006: Falling Objects: Helga
- 2006: Shark (sèrie TV): Elizabeth Rourke
- 2007: Criminal Minds (sèrie TV): Georgia Davis
- 2007: Bomb: Sharon
- 2007: Midnight Son: Rita
- 2007: Black Irish: Margaret McKay
- 2007: Dear Lemon Lima: Mrs. Howard
- 2007: The Cake Eaters: Ceci
- 2007: Racing Daylight: Sadie Stokes / Anna Stokes
- 2007: I Believe in America: Soto
- 2007: Mr. Woodcock: Sally Jansen
- 2007: Cold Case (sèrie TV): Tayna Raymes
- 2007: One Night: Wendy
- 2008: Frozen River: Ray Eddy
- 2008: The Alphabet Killer: Kathy Walsh
- 2008: Santa Mesa: Maggie
- 2008: Ball Don't Lie: Georgia
- 2008: Law & Order (sèrie TV): Alice Sutton
- 2008: This Is a Story About Ted and Alice: Alice
- 2008: Righteous Kill, de Jon Avnet: Cheryl Brooks
- 2008: Predisposed: Penny
- 2008: Stephanie's Image: Stephanie
- 2008: Lullaby: Stephanie
- 2009: According to Greta: Karen
- 2009: Everybody's Fine, de Kirk Jones: Colleen
- 2009: Veronika Decides to Die: Mari

### Anys 2010
- 2010: Welcome to the Rileys, de Jake Scott: Lois
- 2010: Conviction, de Tony Goldwyn: Nancy
- 2010: The Fighter, de David O. Russell: Alice Ward
- 2011: Red State, de Kevin Smith: Sara
- 2010: Treme, de David Simon: Antoinette « Toni » Bernette
- 2011: Mildred Pierce, de Todd Haynes, sèrie TV
- 2013: Oblivion de Joseph Kosinski
- 2014: L'equalitzador (The Equalizer)
- 2014: L'home més enfadat de Brooklyn (The Angriest Man in Brooklyn): Bette Altmann
- 2016: Snowden

## Premis i nominacions[calcitació]

### Premis
- 2008: Conquilla de Plata a la millor actriu per Frozen River
- 2011: Oscar a la millor actriu secundària per The Fighter
- 2011: Globus d'Or a la millor actriu secundària per The Fighter
- 2013: Primetime Emmy a la millor actriu convidada en sèrie còmica per Louie

### Nominacions
- 2009: Oscar a la millor actriu secundària per Frozen River
- 2011: Primetime Emmy a la millor actriu secundària en minisèrie o telefilm per Mildred Pierce
- 2016: Primetime Emmy a la millor actriu secundària en minisèrie o telefilm per All the Way